# Dance Passion
Dance Passion – płyta zespołu Roxette wydana 27 marca 1987. Jest to składanka zremiksowanych utworów pochodzących z debiutanckiego albumu Pearls of Passion. Album został wydany na płycie winylowej (z pominięciem dystrybucji na kasecie magnetofonowej i płycie kompaktowej) w kilku krajach europejskich tj. Szwecja, Niemcy i Włochy. Nie był notowany na listach przebojów, poza Szwecją. W rodzimym kraju zespołu dotarł jedynie do 19. pozycji na liście i sprzedał się zaledwie w 27 tys. egzemplarzy.
Prawie wszystkie utwory (wyłączając „Neverending Love” którego remiksem zajął się Rene Hedemyr i „Secret That She Keeps” – remiks Aalar Surna) zostały zremiksowane przez szwedzkiego producenta i inżyniera Kaja Erixona. Dwa z nich zostały wydane wcześniej na singlach promujących debiut Roxette. Remiks „Neverending Love (Extended Club Mix)” także pt „Euro Mix” na dwunastocalowym singlu we Francji. „Soul Deep (Extended Mix)” również wydano na dwunastocalowym singlu. Pozostałe remiksy są dostępne tylko na tym wydawnictwie.

## Lista utworów
1. I Call Your Name (Kaj Erixon remix)
2. Soul Deep (Kaj Erixon remix)
3. Like Lovers D (Kaj Erixon remix)
4. Neverending Love (René Hedemyr remix)
5. Goodbye to You (Kaj Erixon remix)
6. Secrets That She Keeps (Alar Suurna remix)
7. Joy of a Toy (Kaj Erixon remix)